# مرادآباد (گلشن)
مرادآباد، روستایی در شهرستان  جالق، بخش مرکزی شهرستان گلشن در استان سیستان و بلوچستان ایران است. 
این روستا توسط حاج مراد کُرد ،( یکی از ریش سفیدان و معتمدین طوایف شهنوازی و کُرد ) از سال ۱۳۹۰ شروع به ساخت شد، با تلاش های بی وقفه این فرد و فرزندانش بعد از چندین و چند سال به یکی از روستا های زیبا و با امکانات شهرستان گلشن تبدیل شد..
این روستا از بخش مسکونی، کشاورزی ( دامداری) ، و شهرک گلخانه‌ای تشکیل شده..
بخش مسکونی این روستا از ۲۶ خانوار تشکیل شده که اغلب کشاورزان و مردم منطقه روتک و مرزنشین میباشند، با تلاش های شبانه روزی حاج مراد کُرد برای رفاه خانوارها ، این روستا دارایی شورای اسلامی ، مدرسه و امکانات رفاهی (برق ،اینترنت، آب و...) میباشد.
بخش کشاورزی که ۱۵ هکتار میباشد ، یکی از بزگترین زمین های کشاورزی شهرستان گلشن بحساب می‌آید ، این بخش از درختان نخل ، پرتغال،  لیمو ، انجیر و... تشکیل میشود ،آبیاری بخش کشاورزی با استفاده از نوین ترین روشهایی آبیاری استان انجام میشود و بزرگترین آبیاری قطره‌ای شهرستان محسوب میشود.
شهرک گلخانه‌ای این روستا با مساحتی چند هکتاری یکی از بزرگ ترین مجموعه هایی گلخانه‌ای شهرستان محسوب میشود محصولات گلخانه‌ای این روستا به تمامی استان های کشور صادر میشود.
این روستا واقع در جاده جالق به روتک میباشد و باتوجه به موقعیتی که دارد برای رفاه حال مسافرین ،امکانات ( مسجد ، مغازه ، تعمیر گاه ، تعویض روغنی و..)  فراهم آورده است.
شورای اسلامی روستایی مراد آباد.

## جمعیت
بر پایه سرشماری عمومی نفوس و مسکن در سال ۱۳۹۵، جمعیت این روستا برابر با ۶۵ نفر (۲۶ خانوار) بوده‌است.